# Korsholm (vid Sorpo, Pargas)
För andra betydelser, se Korsholm (olika betydelser).
Korsholm är öar i Finland. De ligger i Skärgårdshavet och i kommunen Pargas i den ekonomiska regionen  Åboland i landskapet Egentliga Finland, i den sydvästra delen av landet. Öarna ligger omkring 35 kilometer söder om Åbo och omkring 150 kilometer väster om Helsingfors.
Arean för den av öarna koordinaterna pekar på är 2,7 hektar och dess största längd är 240 meter i sydväst-nordöstlig riktning.